# 애니매트로닉스

러구나힐스에 있는 척 E. 치즈 매장에서 작동 중인 찰스 엔터테인먼트 치즈 애니매트로닉스 피규어 (2017년 9월 14일)

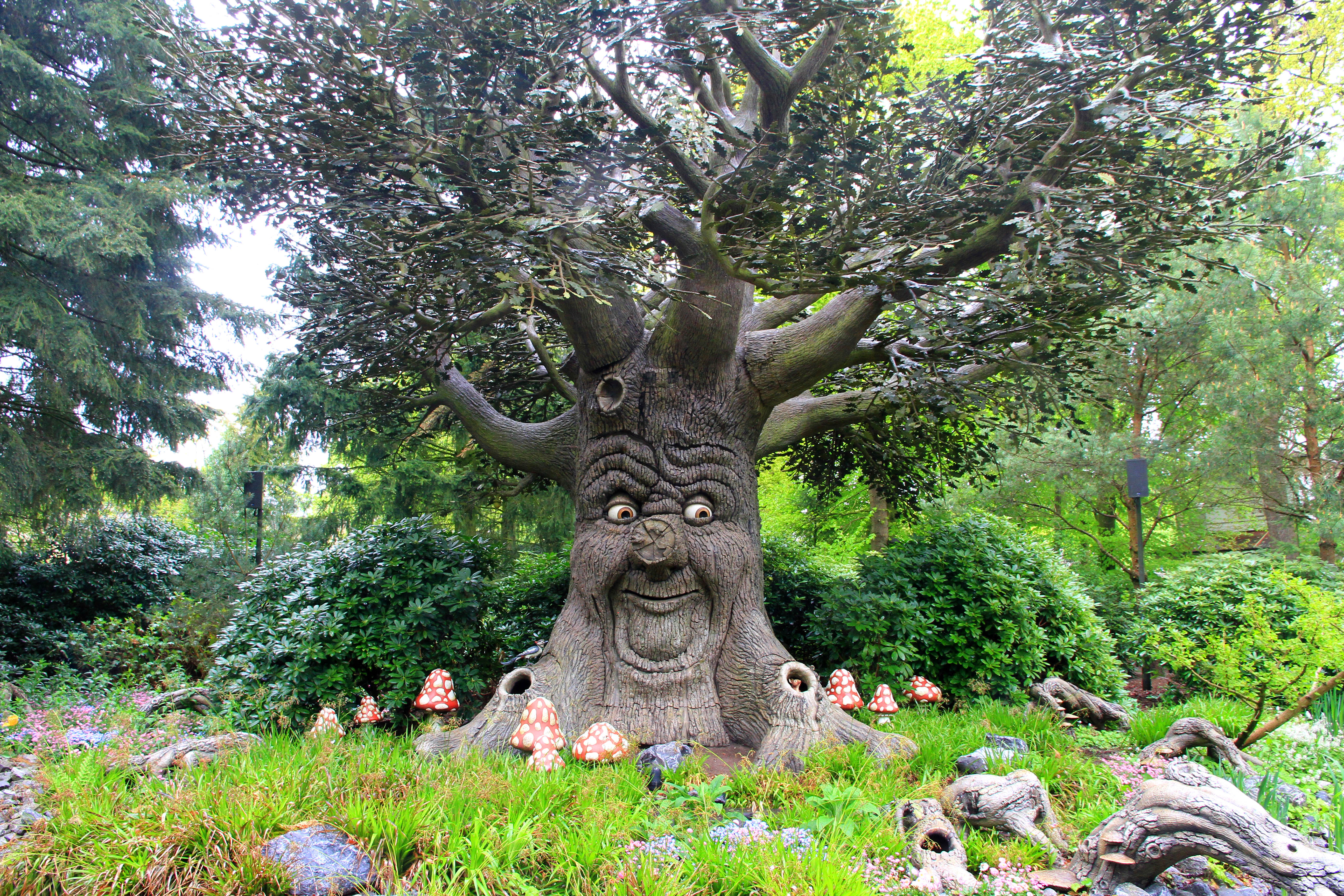
에프텔링의 동화 나무.

애니매트로닉스(Animatronics)는 전자로 제어되어 유연하게 움직이는 꼭두각시이다. 애니매트로닉스는 자동기계의 현대적 적응으로, 종종 영화, 비디오 게임, 그리고 놀이공원의 어트랙션에서 등장인물을 묘사하는 데 사용된다.
애니매트로닉스는 인형극, 해부학 및 기전공학을 통합하는 다학제 분야이다. 애니매트로닉스 피규어는 컴퓨터와 인간 제어, 즉 텔레로보틱스를 포함하여 구현될 수 있다. 운동 액추에이터는 종종 근육 움직임을 모방하고 사실적인 움직임을 만들어내는 데 사용된다. 피규어는 일반적으로 단단하거나 부드러운 플라스틱 재료로 만들어진 몸체 껍질과 유연한 피부로 둘러싸여 있으며, 더 실제처럼 보이도록 색상, 머리카락, 깃털 및 기타 구성 요소로 마감된다. 애니매트로닉스는 수리학, 공기역학 및 시계장치로 구동되는 기계 자동기계의 오랜 전통에서 비롯되었다.

"애니매트로닉스"라는 용어가 보편화되기 전에는 일반적으로 "로봇"이라고 불렸다. 그 이후로 로봇은 반드시 살아있는 생물과 닮을 필요가 없는 더욱 실용적인 프로그래밍 가능한 기계로 알려지게 되었다. 인간을 설득력 있게 닮도록 설계된 로봇(또는 다른 인공 존재)은 "안드로이드"로 알려져 있다. 애니매트로닉스라는 용어는 animate와 electronics의 혼성어이다. 오디오-애니매트로닉스라는 용어는 월트 디즈니가 1961년에 엔터테인먼트 및 영화를 위한 전문 애니매트로닉스 개발을 시작하면서 만들었다.

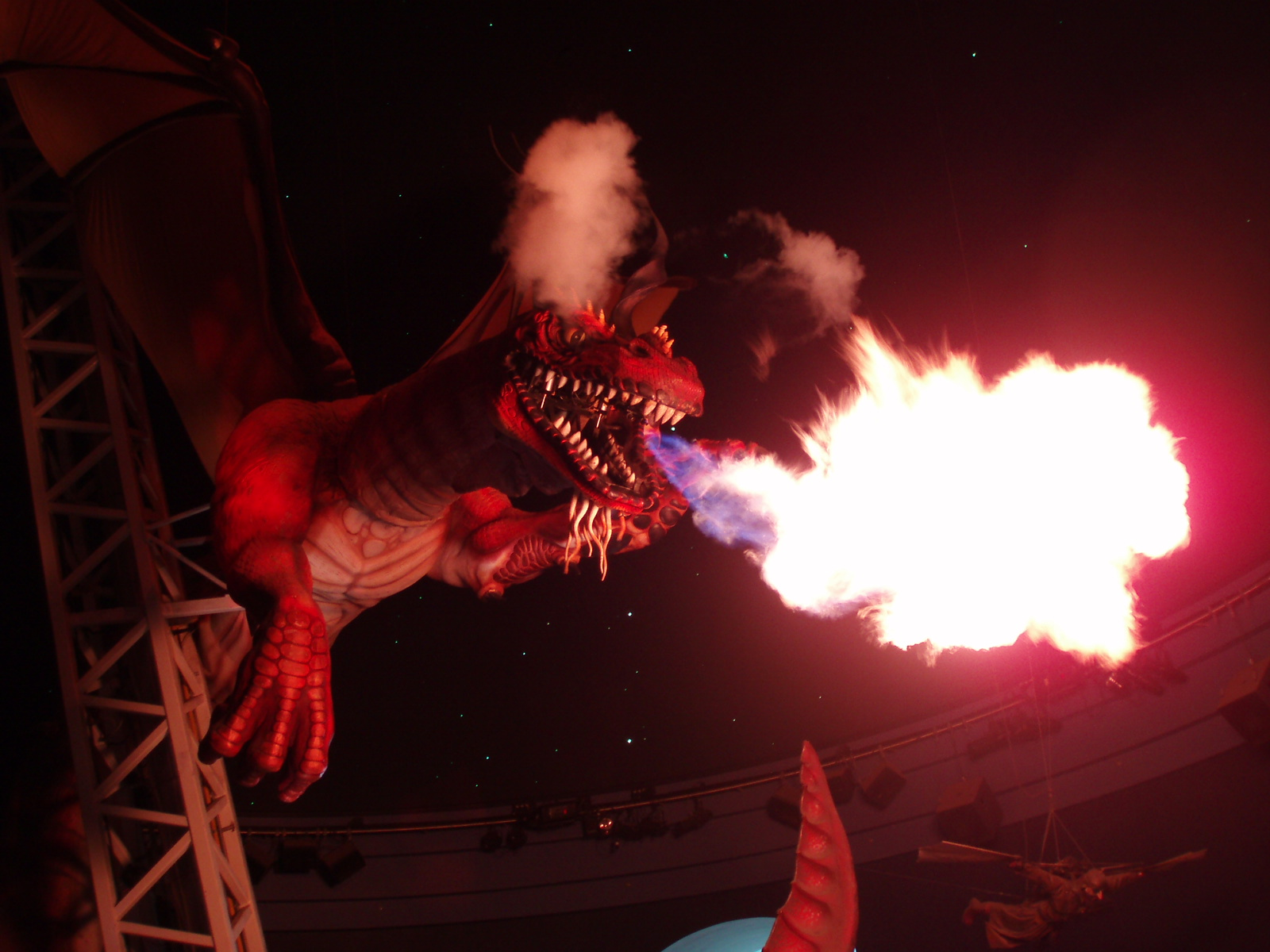
캐나다 앨버타 웨스트 에드먼턴 몰의 스코샤뱅크 극장 통로 위에 매달려 있는 애니매트로닉스 불 뿜는 용.

## 역사
전자 기술이 등장하기 전, 애니매트로닉스는 단순히 시계 장치로 작동하는 꼭두각시였다. 이들은 오늘날 자동기계로 알려져 있다. 인간 역사의 대부분 동안, 다른 사람에 의해 직접 조종되지 않는 움직이는 인물 형상을 만들 수 없었다.
르네상스 시대에 최초의 시계 장치 자동 인형들이 만들어졌다. 이들은 많은 움직임을 가진 복잡한 구조였지만, 전기 도입과 함께 기본에 큰 캠축 메커니즘을 포함하여 형상이 매우 컸다. 인간형 형상을 만드는 메커니즘은 점점 더 작아졌지만, 만들어진 형상 중 인간처럼 보이는 것은 거의 없었다.
인간을 설득력 있게 모방한 최초의 오디오 애니매트로닉스는 1964년 세계 박람회 일리노이 주 파빌리온의 에이브러햄 링컨 어트랙션이었다. 이것은 컴퓨터가 피규어 제작에 중요한 역할을 하면서 산업의 변화를 가져왔다.
- 1939년 – 1939년: 로봇 개 스파르코와 일렉트로가 대중 앞에서 공연한다. 둘 다 웨스팅하우스 일렉트릭 코퍼레이션에서 제조했다. 일렉트로는 기본적인 센서와 튜브 로직을 사용하여 명령을 받고 벽에 부딪혔을 때 대략적으로 알 수 있었던 최초의 로봇 중 하나였다. 풍선을 불고, 담배를 피우고, 텍스트를 합성하고, 다리와 팔을 움직일 수 있었다. 1939년에 일렉트로는 애완동물이자 최초의 주류 애니매트로닉스인 스파르코를 받았다.[11] 그러나 일렉트로와 달리 스파르코는 내장 컴퓨터가 없었고 원격 제어되지 않았으며, 대신 조작자가 제어하는 외부 컴퓨터를 사용했다.[11] 당시 로봇의 많은 묘사와 달리 스파르코는 살아있는 동물을 표현했고, 따라서 최초의 현대 애니매트로닉스 캐릭터가 되었다.[12] 또한 사실적으로 질주하는 것으로 보고된 이름 없는 말이 있었다. 애니매트로닉스 질주하는 말은 스파르코의 전시회와는 다른 1939년 세계 박람회의 다른 전시회에서도 전시되었다.[13]
- 1961년: 하인리히 에른스트는 컴퓨터로 작동되는 기계 손인 MH-1을 개발한다.[14]
- 1961년: 월트 디즈니는 "오디오-애니매트로닉스"라는 용어를 만들고 그의 WED 엔터프라이즈 팀은 현대 애니매트로닉스 기술 개발을 시작한다.[15]
- 1963년: 디즈니가 만든 최초의 오디오-애니매트로닉스인 마법에 걸린 티키 버드가 디즈니랜드에서 데뷔한다.[16][17][18]
- 1964: 영화 메리 포핀스에서 애니매트로닉스 새들이 영화에 등장한 최초의 애니매트로닉스이다. 사람을 형상화한 최초의 애니매트로닉스 피규어인 에이브러햄 링컨은 디즈니가 1964년 세계 박람회 일리노이 주 파빌리온의 에이브러햄 링컨 어트랙션을 위해 만들었다.
- 1971: 월트 디즈니 월드 리조트가 컨트리 베어 잠보리와 미키 마우스 레뷰 어트랙션과 함께 개장하며, 각각 24개와 81개의 오디오-애니매트로닉스를 포함한다.
- 1977: 척 E. 치즈 피자 타임 시어터가 워너 커뮤니케이션즈 산하에 산호세, 캘리포니아에서 애니매트로닉스를 어트랙션으로 내세운 최초의 레스토랑으로 개장하며, 놀런 부슈널이 만들고 해럴드 골드브랜젠이 설계했다.[19] 피자 타임 시어터를 체인으로 확장하려던 부슈널은 무관심한 워너로부터 1978년까지 50만 달러에 모든 자산을 매입했다.
- 1977: 존 워들리가 BBC의 Tomorrow's World에서 "찰리 플러킷" 애니매트로닉스를 선보인다.
- 1978: 월트 디즈니 컴퍼니의 전자 애니메이션 연구 개발 부서장을 역임했던 알바로 빌라가 AVG 테크놀로지를 설립한다.
- 1980: 쇼비즈 피자 플레이스가 척 E. 치즈와 직접 경쟁하기 위해 에런 페흐터의 Creative Engineering Inc. (CEI)가 제조한 애니매트로닉스 밴드 록어파이어 익스플로전을 선보인다.[20] CEI의 이전 애니매트로닉스 밴드인 Wolf Pack 5와 Hard Luck Bears는 전 세계 여러 놀이공원에서 그들의 존재감을 굳혔다.[21]
- 1981: 에프텔링은 스프로크제스보스 워크스루 라이드를 92개의 애니매트로닉스를 추가하여 개조한다.
- 1982: 벤 프랭클린은 계단을 걸어 올라가는 최초의 애니매트로닉스 피규어가 된다.
- 1982: 잭슨빌, 플로리다에 있는 샐리 인더스트리즈의 최초의 애니매트로닉스 밴드인 Daniel and the Dixie Diggers가 켄들, 플로리다의 마크 트웨인 리버보트 플레이하우스에서 데뷔한다.
- 1982: 데이비드 L. 브라운은 샌타클래라, 캘리포니아에 Fred Hope의 The Only Animated Display & Design Company에서 제공한 시제품 애니매트로닉스로 최초의 불윙클즈 패밀리 푸드 앤 펀 레스토랑을 설립한다.[22] AVG 테크놀로지는 1983년부터 체인에 추가 애니매트로닉스를 공급했으며, 이후 1998년에는 Dreamation에서 공급했다.
- 1982: 최초의 Celebration Station이 숌버그, 일리노이의 Creative Presentations, Inc.의 W.O.O.F. 라디오 애니매트로닉스 쇼와 함께 개장한다. Celebration Station은 이후 1991년부터 Jethro P. Hogg와 함께 Sally Corporation의 Daniel and the Dixie Diggers를 제공하는 지점을 개장했으며, 1993년까지 녹스빌, 테네시에는 The Rockin' Rascals로 알려진 후자가 개조되었다.
- 1982: 워너 커뮤니케이션즈는 피자 타임 시어터의 소유권을 잃은 지 5년 만에 Gadgets 레스토랑 체인(처음에는 "Gizmos"라고 불림)을 만들었다. 이들은 애니매트로닉스 피아니스트 새미 샌즈와 루니 툰 레뷰를 특징으로 했으며, 둘 다 사우스베리, 코네티컷의 Advanced Animations에서 제조했다.[23] 두 작품의 결과에 매우 만족한 워너는 창립자 밥 마르퀴스와 댄 롱으로부터 Advanced Animations를 인수하여 레저 부문 아래 워너 테크놀로지스(Warner Technologies, Inc.)로 이름을 변경했다.[24] Gadgets를 위한 새미 샌즈와 루니 툰 레뷰 외에도 워너 테크놀로지스는 다른 고객을 위한 쇼를 계속 제조했으며, 가장 주목할 만한 것은 일렉트릭 마우스 오케스트라였다.[25]
- 1986: 워너 커뮤니케이션즈는 Advanced Animations를 밥 마르퀴스와 댄 롱에게 다시 팔고 스톡브릿지, 버몬트로 이전한다.[24] 직후, VP Productions (이후 VP Animations, LLC.)가 스콧 포코락을 포함한 이전 Advanced Animations 출신들과 함께 워터타운, 코네티컷에 설립된다. VP는 플로리다의 댄디 베어와 코네티컷, 뉴욕, 뉴저지 전역의 스튜 레너드 매장을 위한 애니매트로닉스 제작으로 유명해졌다. 그들은 또한 Rockin' Rollin' 50's Show와 Mick Jaguar and the Sly Cats를 소수의 소규모 공연장을 위해 만들었다.[26]
- 1987: 노워크, 코네티컷의 스튜 레너즈는 Advanced Animations에서 처음 제조한 Farm Fresh Five 애니매트로닉스 밴드를 구현한다. 노워크와 이후의 지점에는 Sally Industries의 Hank and Beau 캐릭터와 같은 더 많은 애니매트로닉스가 추가되었다.
- 1989: 디즈니의 2세대 일반 애니매트로닉스인 "A-100"이 디즈니-MGM 스튜디오의 더 그레이트 무비 라이드 어트랙션을 위해 오즈의 마법사의 사악한 서쪽 마녀를 묘사하며 개발된다.
- 1990: 쇼비즈 피자는 록어파이어 익스플로전을 "척 E. 치즈 & 먼치스 메이크 빌리브 밴드"로 전환하고 CEI와의 관계를 끊기 시작한다.
- 1997: 가너 홀트 프로덕션은 척 E. 치즈의 "스튜디오 C" 무대를 위해 32개의 움직임을 가진 척 E. 치즈 애니매트로닉스를 공급하기 시작한다. 제조 및 유지 보수 비용을 절감하기 위해 이 숫자는 2002년부터 16개의 움직임으로 줄었다.
- 1998: 타이거 일렉트로닉스는 800개 이상의 영어 및 "퍼비시" 문구를 말하고 환경에 반응할 수 있는 애니매트로닉스 애완동물인 퍼비를 판매하기 시작한다.
- 1999: AVG는 아일랜즈 오브 어드벤처를 위해 약 140개의 애니매트로닉스를 제조한다. 이들은 더들리 두라이트의 립쏘 폴즈, 모자 속의 고양이, 그리고 뽀빠이 & 블루토의 빌지-랫 바지스 어트랙션을 위한 것이었다.
- 2001: 스티븐 스필버그의 쥬라기 공원 프랜차이즈를 위해 만들어진 가장 큰 애니매트로닉스 피규어는 스피노사우루스였다.
- 2005: 엔지니어드 아츠는 그들의 애니매트로닉스 배우인 로보테스피언의 첫 번째 버전을 생산한다.
- 2008년 10월 31일 – 2009년 7월 1일: 대통령의 전당에서 에이브러햄 링컨 애니매트로닉스 캐릭터가 새로운 기술을 통합하기 위해 업그레이드된다.
- 2019: 디즈니는 그들의 3세대 플랫폼 "A-1000"을 기반으로 한 여러 신규 캐릭터들을 공개한다.[27]

## 설계
애니매트로닉스를 만드는 방법은 여러 가지가 있지만, 대부분 다음 기본 구조를 따른다.
애니매트로닉스 캐릭터는 일반적으로 가능한 한 사실적으로 설계되며, 따라서 실제와 유사하게 제작된다. 인물 형상의 프레임워크는 "골격"과 같다. 관절, 모터, 그리고 액추에이터는 "근육" 역할을 한다. 모든 전기 부품을 연결하는 것은 실제 동물이나 사람의 "신경계"와 같은 전선이다. 강철, 알루미늄, 플라스틱, 나무는 모두 애니매트로닉스 제작에 흔히 사용되지만 각각 최적의 용도가 있다. 사용하기에 가장 적합한 재료를 결정할 때는 상대적인 강도뿐만 아니라 재료 자체의 무게도 고려해야 한다. 재료 비용도 고려 사항이 될 수 있다. 여러 재료가 애니매트로닉스 피규어 외장의 제작에 흔히 사용된다. 특정 상황에 따라 가장 생생한 형태를 만들어내기 위해 최적의 재료가 사용된다. 예를 들어, "눈"과 "이빨"은 일반적으로 전적으로 아크릴로 만들어진다.
애니매트로닉스 제작 방법 중 하나는 Garner Holt Productions의 Chuck E. Cheese Studio C 애니매트로닉스에서 찾아볼 수 있는데, 라텍스 고무, 금속, 플라스틱으로 만들어졌으며 내부 골격으로 지지된다. 반대편 스펙트럼에는 호주의 모든 금속으로 된 버닙 애니매트로닉스가 물을 사용하여 생명체의 입을 움직인다.

### 재료
- 라텍스: 흰색 라텍스는 높은 탄성으로 인해 일반적으로 범용 재료로 사용된다. 또한 미리 가황 처리되어 있어 적용이 쉽고 빠르다.[32] 라텍스는 여러 등급으로 생산된다. Grade 74는 빠르게 건조되고 매우 두껍게 도포될 수 있는 인기 있는 라텍스 형태로, 금형 개발에 이상적이다.[33] 폼 라텍스는 가볍고 부드러운 라텍스 형태로, 사람의 외모를 바꾸는 탈과 안면 보철에 사용되며, 애니매트로닉스에서는 사실적인 "피부"를 만드는 데 사용된다.[33] 오즈의 마법사는 1930년대에 폼 라텍스 보철물을 광범위하게 사용한 최초의 영화 중 하나였다.[34]
- 실리콘: 디즈니는 실리콘으로 더욱 생생한 애니매트로닉스 외장을 만드는 더 나은 방법을 개선하고 개발하는 연구팀을 보유하고 있다.[35] RTV 실리콘 (상온 가황 실리콘)은 사용하기 매우 쉽지만 비교적 비싸기 때문에 주로 성형 재료로 사용된다. 다른 재료가 거의 달라붙지 않아 금형을 쉽게 분리할 수 있다.[36][37] 기포는 액체 재료를 얇게 흘려붓거나 사용 전에 진공 챔버에서 처리하여 실리콘에서 제거한다. 실리카 퓸은 재료의 더 두꺼운 코팅을 위한 증량제로 사용된다.[38]
- 폴리우레탄: 폴리우레탄 고무는 실리콘 대신 사용할 수 있는 더 비용 효율적인 재료이다. 폴리우레탄은 쇼어 경도로 측정되는 다양한 경도 수준으로 제공된다. 단단한 폴리우레탄 폼은 고밀도로 밀링하고 성형할 수 있기 때문에 시제품 제작에 사용된다. 유연한 폴리우레탄 폼은 유연하고 라텍스와 잘 접착되기 때문에 실제 애니매트로닉스 피규어 제작에 자주 사용된다.[33]
- 석고: 흔한 건설 및 주택 장식 재료로서 석고는 널리 구할 수 있다. 그 견고성으로 인해 금형에서의 사용이 제한되며, 언더컷이 있는 경우 석고 금형은 부적합하다. 이로 인해 석고는 라텍스나 실리콘과 같은 부드러운 재료보다 사용하기 훨씬 더 어려울 수 있다.[37]

### 움직임
공기역학 액추에이터는 작은 애니매트로닉스에 사용될 수 있지만, 대형 디자인에는 충분히 강력하지 않으며 수리학으로 보완되어야 한다. 대형 피규어에서 더 사실적인 움직임을 만들기 위해 일반적으로 단순한 두 위치 움직임이 아닌 유체의 움직임의 전체 범위를 피규어에 제공하기 위해 아날로그 시스템이 사용된다.
인간 및 다른 살아있는 생명체의 미묘한 표현과 관련된 움직임을 모방하는 것은 애니매트로닉스를 개발할 때 어려운 작업이다. 가장 일반적인 감정 모델 중 하나는 에크만과 프리젠이 개발한 안면 동작 부호화 시스템 (FACS)이다. FACS는 얼굴 표정을 통해 인간이 여섯 가지 기본 감정(분노, 혐오, 두려움, 기쁨, 슬픔, 놀라움)을 인식할 수 있다고 정의한다. 또 다른 이론은 오토니, 클로어, 콜린스의 OCC 모델로, 22가지 다른 감정 범주를 정의한다.
2020년 디즈니는 숨을 쉬고, 인간처럼 눈을 움직이며, 주변 사람들을 인식하여 "적절한" 반응을 선택할 수 있는 새로운 애니매트로닉스 로봇을 공개했다. 이는 테마파크 라이드와 같이 순전히 스크립트화된 비대화형 상황에서 사용되던 이전 디즈니 애니매트로닉스와는 대조적이다.

## 훈련 및 교육
애니매트로닉스는 기계공학, 주조/조각, 제어 기술, 전기/전자 시스템, 무선조종, 에어브러싱의 분야를 결합한 직업으로 발전해왔다.
일부 단과대학 및 종합대학에서는 애니매트로닉스 학위 과정을 제공한다. 애니매트로닉스에 관심 있는 사람들은 일반적으로 애니매트로닉스 공학에 필요한 전문 분야와 밀접하게 관련된 로봇공학 학위를 취득한다.
로봇공학 학사 학위를 취득하는 학생들은 일반적으로 다음 과정을 이수한다.
- 기계공학
- 산업용 로봇
- 기전공학 시스템
- 로봇 시스템 모델링
- 로봇 공학
- 로봇공학 기초 이론
- 로봇공학 개론

## 대중문화에서
애니매트로닉스 캐릭터는 공포 영화 장르와 일반적으로 빙의된 애니매트로닉스를 적대자로 등장시키는 생존 공포 비디오 게임에서 가장 두드러지게 영화와 비디오 게임 모두에 등장한다.

### 영화에서
영화 산업은 애니매트로닉스 개발에 사용되는 기술을 혁신하는 원동력이었다. 애니매트로닉스는 생명체가 존재하지 않거나, 실제 배우나 동물을 사용하기에는 너무 위험하거나 비용이 많이 드는 상황, 또는 살아있는 사람이나 동물로는 도저히 얻을 수 없는 동작에 사용된다. CGI와 스톱 모션에 대한 주요 장점은 시뮬레이션된 생명체가 실시간으로 카메라 앞에서 물리적인 존재감을 가지고 움직인다는 것이다. 애니매트로닉스 뒤에 있는 기술은 수년에 걸쳐 더욱 발전하고 정교해져서 꼭두각시를 더욱 생생하게 만들었다.
애니매트로닉스는 1964년 영화 메리 포핀스에서 애니매트로닉스 새가 등장하면서 디즈니에 의해 처음 소개되었다. 그 이후로 애니매트로닉스는 죠스와 E.T.와 같은 영화에서 광범위하게 사용되었다.

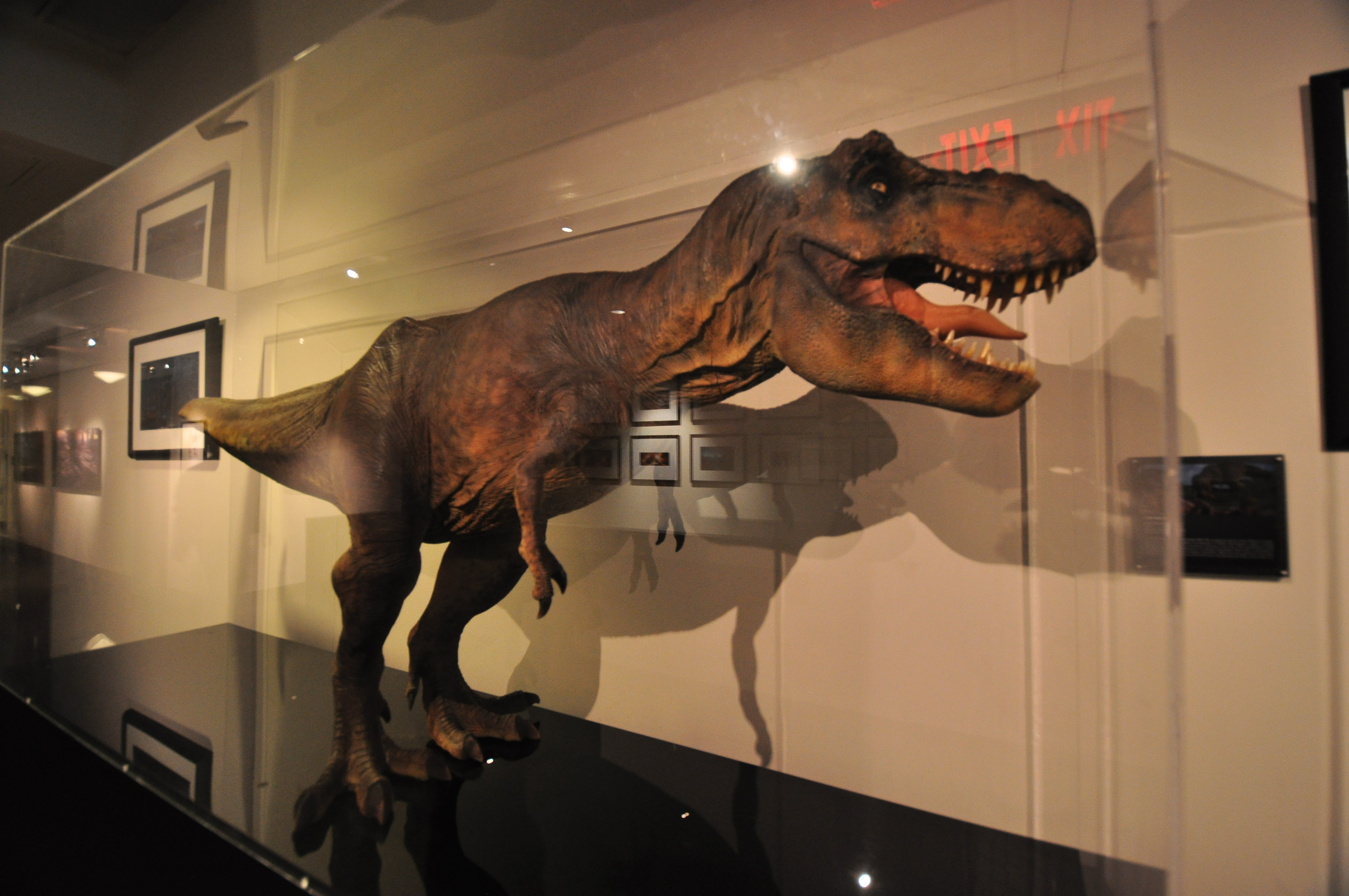
쥬라기 공원의 T-렉스 모형.

스티븐 스필버그와 짐 헨슨과 같은 감독들은 영화 산업에서 애니매트로닉스를 사용하는 선구자였다. 헨슨이 감독한 두 편의 영화인 다크 크리스탈과 미로는 브라이언 프라우드가 디자인하고 당시 막 설립된 런던의 크리쳐 샵이 만든 획기적인 꼭두각시를 선보였다.
스필버그가 감독한 1993년 영화 쥬라기 공원은 스탠 윈스턴과 그의 팀이 만든 실물 크기의 애니매트로닉스 공룡과 컴퓨터 생성 이미지를 결합하여 사용했다. 윈스턴의 애니매트로닉스 "T. 렉스"는 거의 20 피트 (6.1 m)의 높이, 40 피트 (12 m)의 길이였으며, 심지어 9,000 파운드 (4,100 kg)에 달하는 가장 큰 애니매트로닉스도 스크린에서 실물 크기의 티라노사우루스 렉스의 외형과 자연스러운 움직임을 완벽하게 재현할 수 있었다.
잭 호너는 이를 "살아있는 공룡과 가장 가까웠던 경험"이라고 불렀다. 비평가들은 스필버그의 공룡들을 숨막히게 아름답고 소름끼치도록 사실적이라고 평가했다.
1999년 BBC 미니시리즈 공룡 대탐험은 약 80%의 CGI와 20%의 애니매트로닉스 모델을 조합하여 제작되었다. 당시 컴퓨터 이미지의 품질은 좋았지만, 애니매트로닉스는 원거리 촬영이나 공룡 클로즈업 촬영에 여전히 더 나았다. 이 시리즈의 애니매트로닉스는 영국 애니매트로닉스 회사 Crawley Creatures가 설계했다. 이 쇼는 2007년에 애니매트로닉스가 등장하는 라이브 각색 시리즈인 공룡 대탐험: 아레나 스펙타큘러로 이어졌다.
제프 피터슨은 심야 토크쇼 더 레이트 레이트 쇼 위드 크레이그 퍼거슨에서 사이드킥 역할을 하는 애니매트로닉스 인간 해골이다. 종종 "로봇 해골"로 불리는 피터슨은 호기심 해결사의 그랜트 이마하라가 설계하고 제작한 무선조종 애니매트로닉스 로봇 꼭두각시이다.

### 애니매트로닉스를 다룬 영화
- 바나나 스플리츠 무비는 2019년 미국 코미디 호러 영화로, 대니 카인드, 스티브 런드, 세라 캐닝, 에릭 바우자의 목소리 출연으로, 한 어린 소년과 그의 가족이 생일 선물로 플리글, 빙고, 드루퍼, 스노키라는 네 명의 익살스러운 애니매트로닉스 캐릭터가 등장하는 성공적인 어린이 프로그램의 생방송 녹화에 참석하는 내용을 담고 있다. 그러나 새로운 소프트웨어 업데이트가 잘못되어 쇼의 취소 소식을 알게 되자 캐릭터들이 살인극을 벌이고 제작진과 관객은 살아남아야 한다. 이 영화는 1968-1970년 해나-바베라의 동명 TV 시리즈를 호러물로 재해석한 작품이다.[57]
- 윌리의 원더랜드는 니콜라스 케이지, 에밀리 토스타, 데이비드 셰프텔, 베스 그랜트가 출연한 2021년 미국 액션 코미디 호러 영화로, 한 조용한 떠돌이가 한때 성공했던 버려진 가족 엔터테인먼트 센터를 청소하는 동안, 십대 소녀와 친구들의 도움을 받아 레스토랑의 살인적인 애니매트로닉스 캐릭터 8개(식인 연쇄살인범의 영혼이 빙의된)와 싸우는 내용을 담고 있다.[58]
- 프레디의 피자가게는 조시 허처슨, 엘리자베스 레일, 파이퍼 루비오, 메리 스튜어트 마스터슨, 매슈 릴러드가 출연한 2023년 미국 초자연적 공포 영화로, 10대 여동생을 돌보는 한 문제아 청년이 경력 상담사의 제안으로 한때 성공했던 버려진 가족 엔터테인먼트 센터에서 야간 근무를 시작하면서, 레스토랑의 살인적인 애니매트로닉스 캐릭터인 프레디 파즈베어, 보니, 치카, 폭시(실종된 5명의 죽은 어린이들의 영혼이 빙의된)를 주시하며 10여 년 전 실종된 남동생의 납치 미제 사건을 해결하려 애쓰는 내용을 담고 있다. 이 영화는 스콧 코슨이 만든 프레디의 피자가게 비디오 게임 시리즈를 기반으로 한다.[59]

### 단편 영화
- The Hug는 2018년 잭 비숍과 저스틴 나짐이 감독하고 닉 암스트롱과 로만 조지가 출연한 공포 단편 영화로, 쇼비즈 피자 플레이스와 유사한 레스토랑인 판도리스 판 피자 팔래스에서 생일을 맞은 건방진 소년이 피자 가게의 대왕판다 애니매트로닉스 마스코트인 판도리 더 판다와 어색한 상황에 처하는 내용을 담고 있다. 이 영화는 "훌루윈" 영화 대회 일환으로 훌루에서 첫 공개되었다.

### 텔레비전
- 레귤러 쇼에는 반복되는 악당인 카피콜라 갱이 등장하는데, 이들은 Fun Fun Zone에서 온 세 명의 사악한 의인화된 애니매트로닉스 동물들이다. 이들은 "Fuzzy Dice"와 "Steak Me Amadeus" 에피소드의 주요 적대자이며, 한 멤버는 "Can you Ear Me Now?"에 카메오 출연한다. 이들은 인기 있는 어린이 엔터테인먼트 센터인 척 E. 치즈의 패러디이다.
- Hoo-Ha's Jamboree는 Hoo-Ha Owl's Pizzamatronic Jamboree의 애니매트로닉스 밴드이자 쇼비즈 피자 플레이스의 더 록어파이어 익스플로전의 패러디로, 기타 연주자이자 리드 싱어인 올빼미 후하, 밴조 연주자 치어리더, 기타리스트 비버, 배럴 안의 쥐 (무대 양쪽에 앉아 있는 두 마리의 같은 애니매트로닉스), 봉고 연주자 카우보이 개구리, 그리고 오프닝 공연인 윌 E. 배저로 구성되어 있으며, 괴짜가족 괴담일기 에피소드 "Soos and the Real Girl", "Weirdmageddon Part 1", "Weirdmageddon 2: Escape From Reality"의 보조 악당이다.

### 광고
캐드베리 슈웹스의 영국 광고 캠페인인 고릴라는 고릴라 의상 안에 배우가 들어가 있고 애니매트로닉스로 움직이는 얼굴을 특징으로 했다.
더 슬로스키즈는 컴캐스트 케이블의 Xfinity 광대역 인터넷 서비스를 위한 광고 캠페인이었다. 이 광고는 두 마리의 애니매트로닉스 거북이를 특징으로 하며, 2007년에 금상 에피 상을 수상했다.

### 비디오 게임

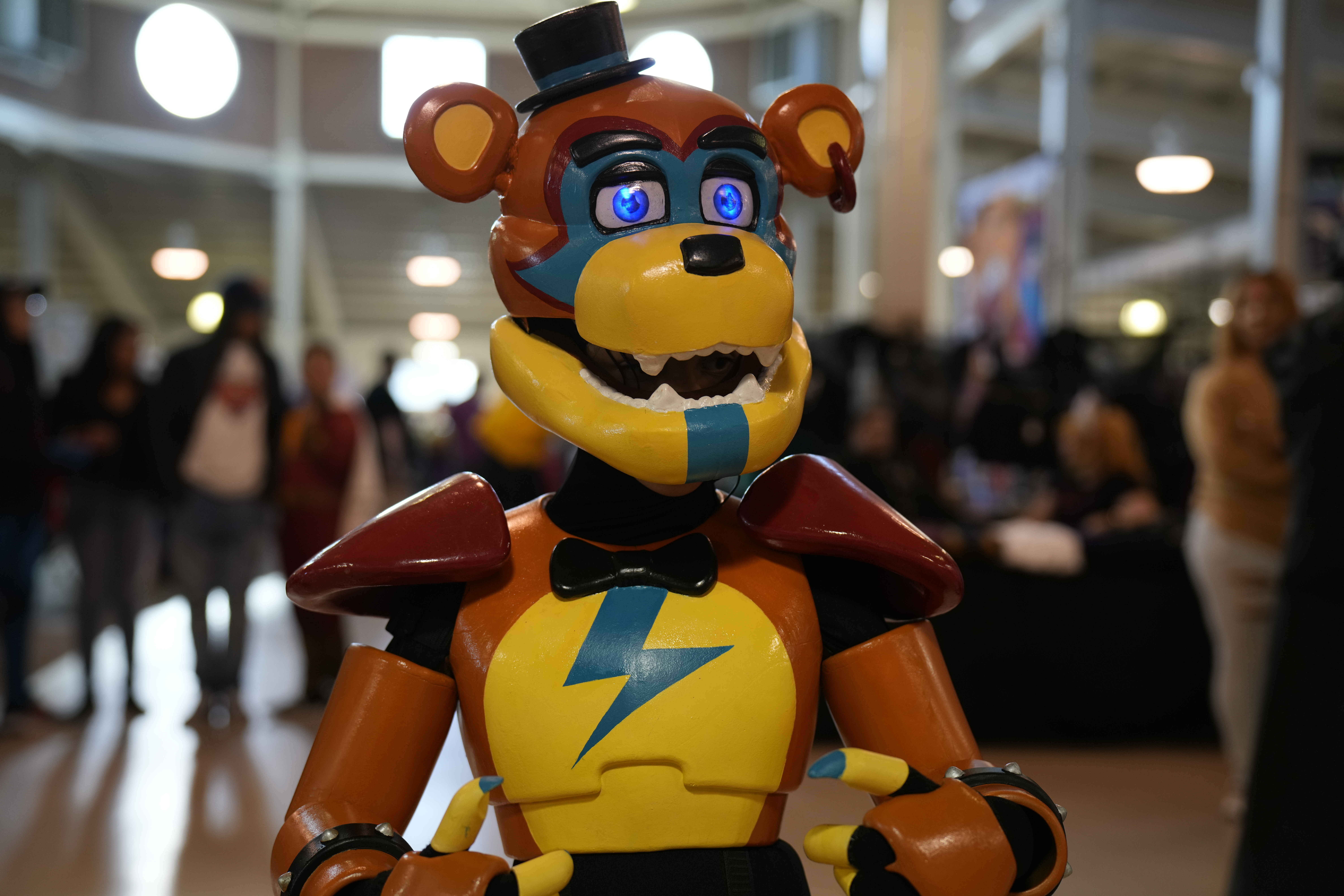
2023년 11월 코믹콘의 프레디의 피자가게 글램록 프레디 코스프레어

- 프레디의 피자가게 (일반적으로 FNaF로 알려짐)는 다양한 애니매트로닉스 엔터테이너들이 플레이어 캐릭터를 죽이려 하는 적대자로 등장하는 공포 비디오 게임 시리즈이다. 시리즈의 첫 번째 게임에서 애니매트로닉스의 인간에 대한 폭력적인 태도는 잘못된 프로그래밍 때문으로 설명된다. 그러나 시리즈가 진행될수록 그들의 행동은 게임 속 레스토랑의 설립자 중 한 명이자 시리즈의 핵심 악당인 윌리엄 애프턴이 저지른 어린이 살인 사건과 관련이 있다. 애프턴은 죽은 후 자신의 애니매트로닉스에 빙의하게 된다.[61][62] 원작 게임 이후, 프레디의 피자가게는 다양한 속편, 스핀오프, 소설 삼부작,[63][64] 단편 소설 선집 시리즈,[65][66][67] 그리고 영화 각색작을 포함하는 큰 미디어 프랜차이즈로 발전했다.[68]

### 장난감
애니매트로닉스 장난감의 몇 가지 예로는 TJ 베어테일스, 빅 마우스 빌리 배스, 퍼리얼, 코타 더 트리케라톱스, 플레오, 와우위 얼라이브 침팬지, 마이크로소프트 액티메이츠, 퍼비 등이 있다. 유명 브랜드로는 Cuddle Barn, PBC International, Telco, Sound N Light, Iwaya Corporation, Nika International, 제미 산업, 틱클 미 엘모, Chantilly Lane, Dan Dee 등이 있다.

## 같이 보기
- 자동기계
- 불쾌한 골짜기